# قرار مجلس الأمن التابع للأمم المتحدة رقم 484
قرار مجلس الأمن التابع للأمم المتحدة رقم 484، المتخذ بالإجماع في 19 كانون الأول (ديسمبر) 1980، بعد التذكير بالقرارين 468 (1980) و469 (1980) بشأن الموضوع، وأعرب المجلس عن قلقه من قيام قوات الاحتلال الإسرائيلي بطرد رئيسي بلديتي الخليل وحلحول والقاضي الشرعي في مدينة الخليل.
وطالب القرار إسرائيل بالالتزام باتفاقيات جنيف وتسهيل عودة الأفراد المعنيين لاستئناف الوظائف التي انتخبوا أو عينوا للقيام بها. كما طلب المجلس من الأمين العام أن يرصد باستمرار تنفيذ القرار.